# Selvin Guevara
Selvin Rolando Guevara Casco (San Pedro Sula, Cortés, Honduras; 15 de febrero de 1999) es un futbolista hondureño. Juega como mediocampista y su actual club es el Club Deportivo Victoria la Liga Nacional de Honduras.

## Clubes
| Club                       | País     | Año           |
| -------------------------- | -------- | ------------- |
| Real España                | Honduras | 2017-2020     |
| Marathón                   | Honduras | 2020-2021     |
| Honduras Progreso (cesión) | Honduras | 2021-2022     |
| Marathón                   | Honduras | 2022-2024     |
| Victoria                   | Honduras | 2024-Presente |

## Palmarés

### Campeonatos nacionales
| Título          | Club        | País     | Año  |
| --------------- | ----------- | -------- | ---- |
| Torneo Apertura | Real España | Honduras | 2017 |